# György Somlyó
Dans le nom hongrois Somlyó György, le nom de famille précède le prénom, mais cet article utilise l’ordre habituel en français György Somlyó, où le prénom précède le nom.
György Somlyó, né le 28 novembre 1920 à Balatonboglár – mort le 8 mai 2006 à Budapest, est un écrivain, poète et traducteur hongrois.